# 2367 Praha
2367 Praha è un asteroide della fascia principale. Scoperto nel 1981, presenta un'orbita caratterizzata da un semiasse maggiore pari a 2,2066622 UA e da un'eccentricità di 0,0991258, inclinata di 1,87453° rispetto all'eclittica.
L'asteroide è dedicato alla capitale della Repubblica Ceca Praga.